# Октябрський (Бурятія)
Октябрський (рос. Октябрьский) — селище Кяхтинського району, Бурятії Росії. Входить до складу Великударінського сільського поселення.
Населення — 345 осіб (2010 рік).